# Чёрное зеркало: Брандашмыг
«Чёрное зеркало: Брандашмыг» (англ. Black Mirror: Bandersnatch) — интерактивный фильм 2018 года из научно-фантастического сериала-антологии «Чёрное зеркало». Сценарий был написан автором сериала Чарли Брукером, а режиссёром фильма стал Дэвид Слэйд. Компания Netflix выпустила фильм 28 декабря 2018 года как отдельный фильм.
В «Брандашмыге» зрители принимают решения за основного персонажа, молодого программиста Стефана Батлера (Финн Уайтхед), который адаптирует фэнтезийный роман в видеоигру в 1984 году. Среди других персонажей присутствуют Мохан Такур (Азим Чоудхри) и Колин Ритман (Уилл Поултер), которые работают в компании видеоигр, отец Стефана Питер Батлер (Крэйг Паркинсон) и терапевт Стефана доктор Хэйнс (Элис Лоу). Фильм основан на запланированной одноимённой видеоигре от Imagine Software, которая не была выпущена в свет из-за банкротства компании. «Брандашмыг» включает в себя элементы ужасов и научной фантастики, а также мета-комментарии и размышления о свободе воли.
Netflix обратилась к Брукеру и исполнительному продюсеру Аннабель Джонс по поводу создания интерактивного фильма в мае 2017 года, в течение которого у Netflix было несколько интерактивных проектов для детей на стадии разработки. Сложность в написании крайне нелинейного сценария привела к созданию специальной должности руководителя филиала Netflix, а уникальный характер контента потребовал адаптаций в использовании платформой кэш-памяти. Съёмки и производство заняли больше времени, чем для обычных эпизодов «Чёрного зеркала». Быстро удалённый твит из аккаунта Netflix, говоривший о выходе «Брандашмыга», привёл к широко распространившимся спекуляциям в средствах массовой информации в течение декабря, которые компания Netflix отказывалась комментировать. Трейлер «Брандашмыга» был выпущен 27 декабря 2018 года, за день до выхода фильма. Фильм в целом получил положительные отзывы от критиков, хотя некоторые сочли интерактивный характер диковинным для «Чёрного зеркала».

## Синопсис

### Презентация
«Брандашмыг» представлен в виде интерактивного фильма. Краткая инструкция для устройства, на котором показывают фильм, объясняет зрителю, как принимать решения. Даётся десять секунд, чтобы сделать выбор, или решение принимается по умолчанию. После окончания прохождения зрителю предоставляется возможность вернуться и сделать другой выбор. Средняя продолжительность фильма составляет 90 минут, хотя самый быстрый путь заканчивается через 40 минут, и по крайней мере один путь приводит к 2,5-часовому просмотру фильма. Есть 150 минут уникального отснятого материала, разделённого на 250 сегментов. IGN сообщает, что, по информации Netflix, существует пять «основных» концовок, с вариантами в каждом конце; такие концовки разработаны зрителями, и им показывают полные финальные титры, похожие на другие эпизоды «Чёрного зеркала». Продюсер Рассел Маклин сказал, что существует от десяти до двенадцати концовок, некоторые из которых более расплывчатые по сравнению с другими, и, по словам режиссёра Дэвида Слэйда, есть несколько окончаний-«пасхалок», которые могут занять много времени, прежде чем зрители поймут, как достичь их. Ни одна из концовок не «прописана» над другими, по словам исполнительных продюсеров Чарли Брукера и Аннабель Джонс, особенно потому, что они чувствовали, что некоторые концовки не были концовками в традиционном смысле.
В большинстве случаев, когда зритель достигает концовки, интерактивный фильм даёт зрителям возможность изменить последний важный выбор, чтобы иметь возможность исследовать эти концовки, или они могут альтернативно просматривать титры фильма. В некоторых случаях один и тот же сегмент можно достичь несколькими различными способами, но предоставит зрителям различные варианты, основанные на пути, по которому они достигли сегмента. В других случаях определённые петли ведут зрителей по определённому повествованию, независимо от выбора, который они делают. Некоторые концовки могут стать невозможными на основе выбора, сделанного зрителями, если они не решат заново посмотреть фильм. Это действие удалит всю сохранённую информацию о том, какие опции были выбраны во время просмотра фильма на этом устройстве.

### Сюжет
В Англии в июле 1984 года молодой программист Стефан Батлер (Финн Уайтхед) мечтает адаптировать книгу-игру под названием «Брандашмыг» трагического писателя Джерома Ф. Дэвиса (Джефф Минтер) в то, что, как он надеется, станет революционной приключенческой видеоигрой. Игра предполагает прохождение графического лабиринта, во время которого надо избегать существа по имени Пакс и временами делать выбор по инструкции на экране. Батлер производит игру для игровой компании Tuckersoft, которой руководит Мохан Такер (Азим Чоудхри) и где работает знаменитый создатель игр Колин Ритман (Уилл Поултер). Батлеру предоставляется выбор: принять или отклонить помощь компании в разработке игры. Если Батлер принимает предложение, Ритман говорит, что он выбрал «неправильный путь». Игра выпущена несколько месяцев спустя, и она получает негативные отзывы от критиков, будучи «разработанной комитетом». Батлер думает попытаться снова, и фильм возвращается в тот день, когда он получил предложение, а зрителю предоставляется прежний выбор.
Сделав другой выбор, Батлер начинает работать над игрой самостоятельно в своей спальне, получив от Такера крайний срок до сентября, чтобы Tuckersoft смогла опубликовать её для рождественских продаж. Борясь с ошибками программного обеспечения игры, Батлер становится всё более напряжённым и враждебным по отношению к своему отцу Питеру (Крэйг Паркинсон). В течение этого периода Батлер посещает клинику доктора Р. Хейнс (Элис Лоу) для лечения депрессии. Зритель может попросить Батлера рассказать доктору Хейнс о смерти его матери: когда Батлеру было пять лет; Питер забрал его игрушку, плюшевого кролика, считая, что мальчики его возраста не должны играть в куклы, и упрямство Батлера, отказавшегося уходить без него, вынудило его мать сесть на более поздний поезд, который сошёл с рельсов и убил нескольких пассажиров, включая её. С тех пор Батлер чувствует ответственность за её смерть и видит завершение адаптации «Брандашмыга», книги, принадлежавшей его матери, как средство искупления своей вины перед ней. Доктор Хейнс прописывает Батлеру антидепрессанты, и зритель может выбрать — либо заставить Батлера принять их, либо смыть в унитаз. У зрителя может быть возможность попросить Батлера принять приглашение посетить квартиру Ритмана, где он живёт со своей подругой Китти и ребёнком Перл. Там пара принимает галлюциногены, и Ритман говорит об альтернативных временных линиях и разных путях. Чтобы продемонстрировать свои теории об альтернативных реальностях, Ритман заставляет Батлера, через зрителя, определить, кто из них должен спрыгнуть с балкона. В будущих сценах Ритман будет таинственно отсутствовать, если он спрыгнет.
С приближением крайнего срока, чтобы доставить игру Такеру, со странными ошибками, всё ещё присутствующими в игре, Батлер начинает чувствовать, что его контролируют внешние силы, ставя под сомнение то, насколько он доверяет своему отцу и доктору Хейнс. Батлер обнаруживает, что его жизнь отражает жизнь Дэвиса, видя повторяющиеся образы «ветвящегося пути», который, по-видимому, довёл Дэвиса до того, что он обезглавил свою жену. Когда он постепенно приближается к нервному срыву и пытается бороться против того, кто контролирует его действия, у зрителя появляется несколько вариантов объяснить Батлеру, с экрана его компьютера 1984 года, кто контролирует его. Один из вариантов заключается в объяснении, что за Батлера принимают решения через сервис Netflix в 21-м веке. Зритель может обнаружить запертый сейф, в котором находится либо старый игрушечный кролик Батлера, либо документы о наблюдении за ним в рамках эксперимента.
Существует множество возможных концовок. Одна из концовок приводит Батлера к тому, что он борется со своим терапевтом с телескопическими дубинками во время сеанса, после чего становится ясно, что он находится на съёмочной площадке и что его отец является режиссёром фильма. Один из вариантов концовок заставляет Батлера следовать совету Ритмана, и он, видимо, проходит сквозь зеркало к своей пятилетней версии, и эта версия отправляется вместе с матерью, чтобы «умереть» во время крушения, в результате чего тело Батлера внезапно умирает в настоящем времени. В других путях у зрителей есть возможность заставить Батлера убить своего отца, зарыть или разрезать его тело на части и, когда предоставляется возможность, убить Ритмана или Такера. Захоронение тела приводит к тому, что Батлер попадает в тюрьму до выпуска игры; рубка тела и незнание терапевта об убийстве приводят к успешному выпуску игры, но вскоре после этого Батлер оказывается в тюрьме.
В некоторых концовках зрителям показывают критическую реакцию на игру «Брандашмыга» и судьбу Tuckersoft. Другие концовки заканчиваются в настоящем времени со взрослой Перл, которая является программистом в Netflix и пытается адаптировать игру в интерактивный фильм, что заставляет её испытать те же самые образы «ветвистого пути», который видели и Дэвис, и Батлер.

## Производство
«Брандашмыг» — это интерактивный фильм, в котором зрителям предлагается в какие-то определённые моменты сделать выбор, который влияет на сюжет. Он был выпущен на Netflix 28 декабря 2018 года и доступен на 28 языках. Netflix ранее выпустила несколько интерактивных программ для детей, начиная с «Кота в книге» (2017 год). Netflix также выпустил интерактивную серию 2015 года «Minecraft: Story Mode» от Telltale Games на сайте в ноябре 2018 года. «Брандашмыг» стал первым релизом, ориентированным на взрослую аудиторию.
Сценарий к фильму написал автор сериала Чарли Брукер. В мае 2017 года компания Netflix обратилась к Брукеру и исполнительному продюсеру Аннабель Джонс с идеей о создании интерактивного эпизода; их первой реакцией было отклонить предложение, особенно из-за беспокойства по поводу отсутствия плавных переходов от более ранних интерактивных фильмов. Однако во время сценарной встречи несколько недель спустя они задумали сюжет, который работал только как интерактивный фильм, основанный на программисте, делающем видеоигру по книге, где можно самому выбрать своё приключение. Эта концепция, наряду с интерактивным характером работы, послужила для усиления эффектов интерактивности, а не просто для того, чтобы сделать её трюком. Брукер ранее задумал несколько концовок для эпизода третьего сезона «Игровой тест»: версия «режим кошмара» для эпизода, проигрываемая, когда зритель уже посмотрел эпизод до этого, закончилась бы гораздо мрачнее.
Изначально Брукер предполагал, что фильм имеет одну чёткую историю с несколькими различными сценами в конце, пока у него не появилась идея фильма, в которую он включил ранние варианты. Чтобы сохранить повествование сосредоточенным с многочисленными расходящимися концовками, Брукер сохранил основную концепцию истории вокруг свободы выбора или иллюзии этой свободы. По предложению Netflix, он написал 170-страничный сценарий в Twine, приборе для написания интерактивных сюжетов, также используя Scrivener, Final Draft и различные версии «Блокнота». Написание основной структуры фильма заняла больше времени, и сценарий был переписан семь раз. Будучи первым интерактивным контентом Netflix для взрослых, «Брандашмыг» требовал более сложных выборов, чем предыдущие интерактивные работы, что привело сотрудников Netflix к созданию индивидуального инструмента, который они назвали менеджером ответвлений. Существует более одного триллиона возможных путей, по которым может пройти зритель. Обсуждались вопросы о том, сколько выборов должен сделать зритель и как должен развиваться фильм. Сюжетные линии и ответвления продолжали расширяться в пре-продакшене.
Потоковая передача с плавными переходами от одной сцены к любой из двух требует предварительного кэширования двух последующих сцен, что означает, что «Брандашмыг» не может быть доступен на некоторых старых устройствах, или на Chromecast или Apple TV. Чтобы помочь зрителям, которые, возможно, не знакомы с тем, как работают приключенческие игры, фильм включает в себя ранний, казалось бы тривиальный выбор того, какой завтрак есть у Стефана. Это не только показывает зрителю, как представлены эти варианты во время фильма, но и как их состояние выглядит на приложениях Netflix. В этом случае выбор хлопьев информирует телевидение в фильме. Фильм будет прогрессировать с предопределённым выбором по умолчанию, если пользователь не выберет путь в указанных окошках. Если выбор не сделан, зритель получит самую базовую версию истории, как определено Брукером.
Согласно информации от Netflix, концовка со флэш-форвардом, где есть Перл Ритман, считалась наиболее часто достигаемой концовкой среди зрителей «Брандашмыга». Сама сцена является метой к работе, но это также была довольно личная сцена для Брукера, который оказался в аналогичном положении, что и Перл, так как он пытался работать со страницами сложных решений по поводу ответвлений, когда он пытался написать сценарий. Некоторые из путей ставят зрителей перед выбором, убивать ли Батлеру своего отца, хотя зрителю предоставляется возможность избежать этого. Однако не все концовки могут быть достигнуты без убийства Батлером своего отца. Маклин заявил, что это было сделано для того, чтобы дать зрителю чувство контроля над повествованием, когда на самом деле их направляют к этому выбору.

### Кастинг и съёмки

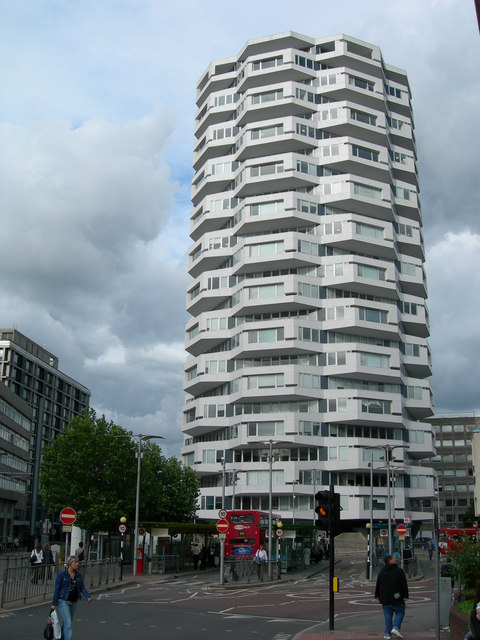
No. 1 Кройдон использовали в качестве штаб-квартиры Tuckersoft.

Главные роли в «Брандашмыге» исполнили Финн Уайтхед, который появился в военном фильме 2017 года «Дюнкерк»; Уилл Поултер, актёр, сыгравший в триллере 2014 года «Бегущий в лабиринте» и в криминальной драме 2017 года «Детройт»; Азим Чоудхри, звезда псевдодокументального сериала «Люди просто ничего не делают». Роль Дэвиса исполнил независимый разработчик игр Джефф Минтер, который разработал несколько психоделических видеоигр, включая «Polybius», вдохновлённую одноимённой видеоигрой из городской легенды.
Режиссёром фильма стал Дэвид Слэйд, который ранее снял эпизод четвёртого сезона «Металлист». Музыку к фильму написал Брайан Райтцелл, и в саундтреке присутствует такие песни, как «Relax» от Frankie Goes to Hollywood, «Hold Me Now» от Thompson Twins, «Here Comes the Rain Again» от Eurythmics, «Too Shy» от Kajagoogoo, «Making Plans for Nigel» от XTC и «Love on a Real Train» от Tangerine Dream. Производство заняло восемь месяцев, в то время как съёмки продолжались около 35 дней, что значительно дольше, чем обычно требовалось для эпизода «Чёрного зеркала». Некоторые внутренние съёмки проходили в Кройдоне в апреле 2018 года. Среди мест, использованных для съёмок, были Стезя Святого Георга, где витрины были переделаны, чтобы выглядеть как магазины 1980-х годов, и No. 1 Croydon, штаб-квартира Tuckersoft. Активы должны были быть зафиксированы для Netflix к концу ноября 2018 года.

## Маркетинг и выпуск
27 декабря 2018 года Netflix выпустила 90-секундный трейлер «Брандашмыга», установив релиз на следующий день, 28 декабря.
Хотя фильм официально был объявлен 27 декабря 2018 года, в средствах массовой информации было много спекуляций относительно характера работы намного раньше в этом году, вызванных новостями о том, что «Чёрное зеркало» продлили на пятый сезон в марте 2018 года. Ранние сообщения в апреле 2018 года, включая «Digital Spy» и через социальные сети, сообщали о съёмках «Чёрного зеркала» в Кройдоне, утверждая, что они были для эпизода под названием «Брандашмыг». В конце ноября и начале декабря широко сообщалось, что пользователи Твиттера заметили твит, который позже был удалён, от официального аккаунта Netflix, в котором был список дат премьер, включая 28 декабря 2018 года для «Чёрного зеркала: Брандашмыг». Фильм был сертифицирован корейским и голландским рейтинговым советом до его выпуска, причём первый сообщил, что фильм длился 5 часов 12 минут, что привело к дальнейшим спекуляциям в СМИ. 19 декабря 2018 года Netflix добавила название «Чёрное зеркало: Брандашмыг» в качестве предстоящего фильма со слоганом «Я скоро вернусь». Это является отсылкой к одноимённому эпизоду второго сезона. На разных территориях была указана различная продолжительность фильма, включая 2 часа 36 минут и 90 минут. В конце декабря СМИ сообщили об актёрском составе и о том, что Слэйд станет режиссёром фильма.
Интерактивный характер «Брандашмыга» был впервые предложен агентством «Bloomberg News» в октябре 2018 года, которое привело неназванные источники, что Netflix разрабатывает интерактивный эпизод «Чёрного зеркала» вместе с другими несколькими интерактивными специальными фильмами в 2018 году. Представитель Netflix, когда веб-сайт «The Verge» спросил его об этом, ответил: «Спасибо за обращение! У вас есть возможность выбрать свой собственный ответ от Netflix: это или это. Первое „это“ содержит ссылку на GIF из „Несгибаемой Кимми Шмидт“ с персонажем, который говорит „razzmatazz“, а второе связано с видео на YouTube, на котором сверчки стрекочут». Только после выхода фильма 28 декабря Netflix публично подтвердила интерактивный характер фильма. Карла Энгельбрехт, директор по инновации продукции Netflix, сказала «The Hollywood Reporter», что официально они не объявляли, что «Брандашмыг» будет интерактивным эпизодом, чтобы у зрителей не было «предвзятых представлений», как например переоценка уровня интерактивности. До выхода фильма критикам он не был показан, хотя Netflix пригласила определённых авторов СМИ в свою штаб-квартиру примерно за месяц до выхода фильма и дала им возможность проверить интерактивный фильм.

## Анализ
Термин «Брандашмыг» происходит от вымышленного существа, созданного Льюисом Кэрроллом, которое появляется в поэмах 1870-х годов «Бармаглот» и «Охота на Снарка». Фильм делает несколько аллюзий на работы Кэрролла. Частью мотивации Батлера является поиски игрушечного кролика, что приводит его к открытию более глубоких секретов, что можно сравнить с поисками Алисой Белого Кролика в книге «Алиса в Стране чудес». Ритман и его подруга Китти помогают Батлеру испытать психоделический опыт в своей квартире, коррелируя с чаепитием Безумного Шляпника из той же истории, и при этом внешность Китти напоминает Шляпника. В какой-то момент Батлер путешествует сквозь зеркало, или буквально оказывается «в Зазеркалье». Дизайн Пакса похож на рисунок Брандашмыга, нарисованный Кэрроллом.
Термин «Брандашмыг» также относится к «Bandersnatch», запланированной игре от Imagine Software. Будучи одним из нескольких «мегамемов», над которыми работал Imagine Software, «Bandersnatch» так и не был выпущен, так как компания обанкротилась в 1984 году. О закрытии Imagine широко говорилось в прессе, особенно в отчёте «Commercial Breaks» от BBC, и это имело каскадные эффекты для индустрии разработки видеоигр в Великобритании. Как намёк, действие фильма начинается 9 июля 1984 года, в день, когда компания Imagine Software была закрыта, и в фильме эта новость была на обложке журнала «Crash» . Видеоигра была упомянута в качестве пасхалки в эпизоде третьего сезона «Игровой тест», на обложке журнала, который кратко показали на экране.
Кроме того, история использует элементы работ Филипа К. Дика, который часто писал об альтернативных реальностях и временных линиях. Персонаж Дэвиса является аллюзией на Дика, который часто принимал наркотики на протяжении всей своей жизни и в какой-то момент пытался убить свою жену. Работа Дика, «Убик», визуально упоминается в фильме. Брукер также сравнивает историю с комедией 1993 года «День сурка», повествующей о персонаже, которому приходится повторно проживать один и тот же день. Некоторыми из тем фильма являются отсутствие свободы воли, наблюдение и контроль, а также действие в 1984 году приводят к сравнениям с романом Джорджа Оруэлла «1984».
В «Брандашмыге» содержатся элементы комедии, ужасов, пафоса, научной фантастики и периода времени 1980-х годов. Дэвид Гриффин из IGN сравнивает это с приключенческой серией видеоигр «Ходячие мертвецы», первая часть которой была выпущена в 2012 году, и с приключенческой игрой 2018 года «Detroit: Become Human». В какой-то момент Такур упоминает, что в игре Батлера нет необходимости вводить «get lamp», что является первой необходимой командой, которую игрок должен ввести в первой текстовой приключенческой игре «Colossal Cave Adventure», а также названием документального фильма о начале интерактивного повествования.
Фильм содержит мета-комментарий: Стюарт Херитэдж из «The Guardian» написал, что «Брукер популяризировал новую форму повествования, затем определил её тропы и разобрал их один за другим». Эд Камминг из «The Independent» прокомментировал, что в нём содержатся темы «авторского контроля, свободы воли и судьбы».

### Пасхалки

Глиф из «Белого медведя» появляется в «Брандашмыге», представляя два ветвящихся пути.

Как и предыдущие эпизоды, «Брандашмыг» приводит несколько аллюзий на предыдущие эпизоды «Чёрного зеркала». Символ «ветвящегося пути», который Дэвис, а позже Батлер испытывают, в цифровой версии эквивалентен символу, использованном в «Белом медведе». Одной из предыдущих успешных игр Tuckersoft является «Metl Hedd», отсылающая к эпизоду «Металлист» (англ. Metalhead), также снятого Слэйдом. Также в офисе Tuckersoft показано, как Ритман работает над игрой под названием «Nohzdyve», ссылаясь на эпизод «Нырок» (англ. Nosedive). Батлер посещает клинику Сент-Джунипер, названную в честь «Сан-Джуниперо», в то время как Tuckersoft ссылается на TCKR Systems, впервые представленную в «Сан-Джуниперо», а позже упоминаемую в более поздних эпизодах. Отсылки на другие различные эпизоды «Чёрного зеркала» можно увидеть в новостях, кратко показанных на страницах газеты «The Sun» и по телевизору; такими эпизодами являются «Национальный гимн», «Я скоро вернусь», «15 миллионов заслуг», «Момент Валдо», «Враг народа», «USS Каллистер», «Крокодил» и «Повесь диджея». Некоторые журналисты отметили, что «Р. Хэйнс» может намекать на Роло Хэйнса, владельца одноимённой выставки в «Чёрном музее».
В одной из концовок можно услышать магнитофонную запись звука компьютерных данных; загрузка звука в ZX Spectrum предоставляет зрителю QR-код с глифом Белого медведя в середине кода, что приводит к вымышленному сайту Tuckersoft, где можно загрузить воспроизводимую копию игры ZX Spectrum «Nohzdyve».

## Реакция
Фильм в целом получил положительные отзывы от критиков. Он получил рейтинг 71 % на Rotten Tomatoes на основе 17 отзывов, со средним рейтингом 7,33 из 10. Metacritic дал фильму средневзвешенный балл 64 из 100, что указывает на «в целом благоприятные отзывы».
Гриффин оценил «Брандашмыга» на 8,0. Он оценил технический аспект фильма, назвав точки принятия решения «плавными и ненавязчивыми» и добавляющими напряжённости. Гриффин высоко оценил выступления Уайтхеда и Поултера и написал, что фильм «берёт лучшие аспекты видеоигр и фильмов». Камминг дал эпизоду четыре звезды из пяти, полагая, что лучшие аспекты не связаны с интерактивным форматом. Камминг похвалил актёрскую игру Поултера, «зловещий и клаустрофобный» дизайн декораций и «знающие и умные» диалоги. В обзоре с оценкой A- Лиз Шеннон Миллер из «IndieWire» похвалила удобство использования фильма, а также мета-комментарии и идеи о свободе выбора. Миллер назвала Уайтхеда «способным» и отметила «один действительно жуткий момент», подкреплённый режиссурой Слэйда. Херитэдж похвалил пользовательский опыт, а также «амбиции» фильма. Восхваляя сюжет как «временами невероятно смешной», Херитэдж сообщил о том, что он остался с «глубоким чувством удовлетворения» после исследования фильма. Ройсин О’Коннор из «The Independent» критикует фильм за то, что спустя некоторое время после навигации по выборам эта функция становится «утомительной» и «вытаскивает вас из истории». Дэвид Фиар из «Rolling Stone» дал «Брандашмыгу» 3 звезды из 5, заявив, что хотя большая часть «Чёрного зеркала» оставляла впечатление о потенциальном тёмном будущем технологий, у «Брандашмыга» было мало того, что служило в качестве подобной осторожности, и вместо этого было тем, что дало испытать интерактивные технологии, прежде чем перейти на просмотр чего-либо другого. Брайан Лоури из CNN сказал: «Дайте всем, кто связан с этим трюком, включая автору „Чёрного зеркала“ Чарли Брукеру, оценку „A“ за усилия, но, возможно, „C+“ за реализацию», похвалив способность Netflix принимать экспериментальные риски. Тем не менее Лоури посчитал повторение опробования других вариантов в «Брандашмыге» скучными и притупляющими. Линда Холмс из NPR похожим образом прокомментировала новизну функции интерактивности, однако отметив, что сложность сюжета «Брандашмыга» сделала утомительным поиск всех возможных концовок, которые предлагало повествование, и при этом часто приходилось несколько раз смотреть одни и те же сцены. Холмс предположила, что интерактивность будет лучше работать в более целенаправленном повествовании.

## Связанное
После выхода «Брандашмыга» на Netflix стал доступен веб-сайт вымышленной компании Tuckersoft. На сайте задокументированы некоторые из вымышленных игр, обсуждаемых в фильме, но при этом представлена игровая версия «Nohzdyve», которая требует использования эмулятора ZX Spectrum. Сайт также включает в себя набор объявлений для Tuckersoft, но на самом деле ссылки ведут на открытые вакансии в Netflix.

## Прочее
1. ↑  Попытка смотреть фильм на неподдерживаемой платформе приведёт к появлению короткого видеосообщения с использованием клипов из предыдущих эпизодов «Чёрного зеркала», информирующего зрителя о том, что их платформа в настоящее время не поддерживает интерактивный контент на Netflix.